# Isabelle Axelsson
Isabelle Axelsson (Stockholm, 14 januari 2001) is een Zweedse klimaatactiviste.

## Biografie
Axelsson woont in Stockholm en studeert economische geografie aan de universiteit van Stockholm.

## Activisme
Axelsson is sinds december 2018 activiste en betrokken bij Fridays for Future Zweden als organisator van schoolstakingen voor het klimaat. Samen met haar zus Sophia was ze in oktober 2019 aanwezig op de prijsuitreiking van de milieuprijs door de Noordse Raad om namens Greta Thunberg en Fridays for Future de prijs te weigeren omdat "de Scandinavische landen veel te weinig hadden gedaan voor het klimaat en ze geen prijzen nodig hebben maar machthebbers en politieke leiders die luisteren naar de milieuactivisten".
Axelsson was in 2020 aanwezig op het World Economic Forum in Davos, samen met de klimaatactivisten Vanessa Nakate, Greta Thunberg, Luisa Neubauer en Loukina Tille.
In het magazine Time van juni 2020 zei ze: 
"You Don’t Have to Be Hopeful to Fight for a Better Future"
(Je hoeft niet hoopvol te zijn om te vechten voor een betere toekomst)— Time magazine, juni 2020

## Boek
Op 18 januari 2021 verscheen het boek Gemeinsam für die Zukunft – Fridays For Future und Scientists For Future, van David Fopp, met medewerking van Isabelle Axelsson en Loukina Tille.